# Clairefontaine-en-Yvelines
Clairefontaine-en-Yvelines är en kommun i departementet Yvelines i regionen Île-de-France i norra Frankrike. Kommunen ligger i kantonen Saint-Arnoult-en-Yvelines som tillhör arrondissementet Rambouillet. År 2022 hade Clairefontaine-en-Yvelines 851 invånare.

## Befolkningsutveckling
Antalet invånare i kommunen Clairefontaine-en-Yvelines
| Referens: INSEE |